# Lijst van nummers van Queen
Dit is een lijst van alle nummers van de Britse rockband Queen op alfabetische volgorde.

## Nummers
| Nummer                                            | Album                | Opmerking |
| ------------------------------------------------- | -------------------- | --- |
| '39                                               | A Night At The Opera | |
| A Human Body                                      | The Game             | Oorspronkelijk B-kant van de single Play the Game, in 2011 geplaatst op een bonusdisc bij heruitgave van het album   |
| A Kind Of Magic                                   | A Kind Of Magic      | |
| A Winter's Tale                                   | Made In Heaven       | |
| Action This Day                                   | Hot Space            | |
| All Dead, All Dead                                | News Of The World    | |
| All God's People                                  | Innuendo             | |
| Another One Bites the Dust                        | The Game             | |
| Arboria (Planet Of The Tree Men)                  | Flash Gordon         | |
| Back Chat                                         | Hot Space            | |
| Battle Theme                                      | Flash Gordon         | |
| Bicycle Race                                      | Jazz                 | |
| Bijou                                             | Innuendo             | |
| Body Language                                     | Hot Space            | |
| Bohemian Rhapsody                                 | A Night At The Opera | Gespeeld op Live Aid, later kwam er een gelijknamige film                                                            |
| Breakthru                                         | The Miracle          | |
| Brighton Rock                                     | Sheer Heart Attack   | |
| Bring Back That Leroy Brown                       | Sheer Heart Attack   | |
| Calling All Girls                                 | Hot Space            | |
| Chinese Torture                                   | The Miracle          | |
| Coming Soon                                       | The Game             | |
| Cool Cat                                          | Hot Space            | |
| Crash Dive On Mingo City                          | Flash Gordon         | |
| Crazy Little Thing Called Love                    | The Game             | Gespeeld op Live Aid                                                                                                 |
| Dancer                                            | Hot Space            | |
| Dead On Time                                      | Jazz                 | |
| Dear Friends                                      | Sheer Heart Attack   | |
| Death on Two Legs (Dedicated to...)               | A Night At The Opera | |
| Delilah                                           | Innuendo             | |
| Doing Alright                                     | Queen                | Geschreven door Tim Staffell en Brian May in 1968 toen de band nog Smile heette                                      |
| Don't Lose Your Head                              | A Kind Of Magic      | |
| Don't Stop Me Now                                 | Jazz                 | |
| Don't Try So Hard                                 | Innuendo             | |
| Don't Try Suicide                                 | The Game             | |
| Dragon Attack                                     | The Game             | |
| Dreamer's Ball                                    | Jazz                 | |
| Drowse                                            | A Day At The Races   | |
| Escape From The Swamp                             | Flash Gordon         | |
| Execution Of Flash                                | Flash Gordon         | |
| Fat Bottomed Girls                                | Jazz                 | |
| Father To Son                                     | Queen II             | |
| Feelings, Feelings                                | News Of The World    | |
| Fight From The Inside                             | News Of The World    | |
| Flash                                             | Flash Gordon         | |
| Flash's Theme                                     | Flash Gordon         | |
| Flash's Theme Reprise                             | Flash Gordon         | |
| Flash To The Rescue                               | Flash Gordon         | |
| Flick of the Wrist                                | Sheer Heart Attack   | |
| Football Fight                                    | Flash Gordon         | |
| Forever                                           | A Kind Of Magic      | |
| Friends Will Be Friends                           | A Kind Of Magic      | |
| Friends Will Be Friends Will Be Friends           | A Kind Of Magic      | |
| Fun It                                            | Jazz                 | |
| Funny How Love Is                                 | Queen II             | |
| Get Down, Make Love                               | News Of The World    | |
| Gimme The Prize                                   | A Kind Of Magic      | |
| God Save The Queen                                | A Night At The Opera | |
| Good Company                                      | A Night At The Opera | |
| Good Old-Fashioned Lover Boy                      | A Day At The Races   | met Mike Stone |
| Great King Rat                                    | Queen                | |
| Hammer to Fall                                    | The Works            | Gespeeld op Live Aid                                                                                                 |
| Hang On In There                                  | The Miracle          | |
| Headlong                                          | Innuendo             | |
| Heaven for Everyone                               | Made In Heaven       | Oorspronkelijk van het debuutalbum Shove It van Taylors band The Cross                                               |
| Hijack My Heart                                   | The Miracle          | |
| I Can't Live with You                             | Innuendo             | |
| I Go Crazy                                        | The Works            | |
| I Want It All                                     | The Miracle          | |
| I Want to Break Free                              | The Works            | |
| I Was Born To Love You                            | Made In Heaven       | Oorspronkelijk van Mercury's soloalbum Mr. Bad Guy, na zijn dood opnieuw opgenomen en geremixt door de overige leden |
| If You Can't Beat Them                            | Jazz                 | |
| I'm Going Slightly Mad                            | Innuendo             | |
| I'm in Love with My Car                           | A Night At The Opera | |
| In Only Seven Days                                | Jazz                 | |
| In The Death Cell (Love Theme Reprise)            | Flash Gordon         | |
| In The Lap Of The Gods                            | Sheer Heart Attack   | |
| In The Space Capsule (The Love Theme)             | Flash Gordon         | |
| Innuendo                                          | Innuendo             | |
| Is This the World We Created...?                  | The Works            | Gespeeld op Live Aid                                                                                                 |
| It's A Beatiful Day                               | Made In Heaven       | Kwam ook voor als "spontaneous idea" op het album The Game                                                           |
| It's a Hard Life                                  | The Works            | |
| It's Late                                         | News Of The World    | |
| Jealousy                                          | Jazz                 | |
| Jesus                                             | Queen                | |
| Khashoggi's Ship                                  | The Miracle          | |
| Keep Passing The Open Windows                     | The Works            | |
| Keep Yourself Alive                               | Queen                | |
| Killer Queen                                      | Sheer Heart Attack   | |
| Las Palabras De Amor (The Words Of Love)          | Hot Space            | |
| Lazing On A Sunday Afternoon                      | A Night At The Opera | |
| Leaving Home Ain't Easy                           | Jazz                 | |
| Let Me Entertain You                              | Jazz                 | |
| Let Me Live                                       | Made In Heaven       | |
| Liar                                              | Queen                | |
| Life Is Real (Song For Lennon)                    | Hot Space            | Ode aan John Lennon                                                                                                  |
| Lily of the Valley                                | Sheer Heart Attack   | |
| Long Away                                         | A Day At The Races   | |
| Lost Opportunity                                  | Innuendo             | |
| Love of My Life                                   | A Night At The Opera | |
| Machines (Or Back To Humans)                      | The Works            | |
| Mad The Swine                                     | Queen                | |
| Made In Heaven                                    | Made In Heaven       | Oorspronkelijk van Mercury's soloalbum Mr. Bad Guy, na zijn dood opnieuw opgenomen door de overige bandleden         |
| Man On The Prowl                                  | The Works            | |
| Marriage Of Dale And Ming (And Flash Approaching) | Flash Gordon         | |
| Ming's Theme (In The Court Of Ming The Merciless) | Flash Gordon         | |
| Misfire                                           | Sheer Heart Attack   | |
| Modern Times Rock 'N Roll                         | Queen                | |
| More Of That Jazz                                 | Jazz                 | |
| Mother Love                                       | Made In Heaven       | Laatste nummer dat Freddie Mercury schreef voor zijn overlijden                                                      |
| Mustapha                                          | Jazz                 | |
| My Baby Does Me                                   | The Miracle          | |
| My Fairy King                                     | Queen                | |
| My Life Has Been Saved                            | Made In Heaven       | |
| My Melancholy Blues                               | News Of The World    | |
| Need Your Loving Tonight                          | The Game             | |
| Nevermore                                         | Queen II             | |
| Now I'm Here                                      | Sheer Heart Attack   | |
| Ogre Battle                                       | Queen II             | |
| One Vision                                        | A Kind Of Magic      | |
| One Year of Love                                  | A Kind Of Magic      | |
| Pain Is So Close to Pleasure                      | A Kind Of Magic      | |
| Party                                             | The Miracle          | |
| Play the Game                                     | The Game             | |
| Princes of the Universe                           | A Kind Of Magic      | |
| Procession                                        | Queen II             | |
| Put Out The Fire                                  | Hot Space            | |
| Radio Ga Ga                                       | The Works            | Gespeeld op Live Aid                                                                                                 |
| Rain Must Fall                                    | The Miracle          | |
| Ride the Wild Wind                                | Innuendo             | |
| Rock It (Prime Jive)                              | The Game             | |
| Sail Away Sweet Sister                            | The Game             | |
| Save Me                                           | The Game             | |
| Scandal                                           | The Miracle          | |
| Seaside Rendezvous                                | A Night At The Opera | |
| See What A Fool I've Been                         | Queen II             | |
| Seven Seas of Rhye                                | Queen II             | Eerder verschenen op het album Queen                                                                                 |
| She Makes Me (Stormtrooper In Stilettos)          | Sheer Heart Attack   | |
| Sheer Heart Attack                                | News Of The World    | |
| Sleeping On The Sidewalk                          | News Of The World    | |
| Some Day One Day                                  | Queen II             | |
| Somebody to Love                                  | A Day At The Races   | |
| Son And Daughter                                  | Queen                | |
| Soul Brother                                      | Hot Space            | |
| Spread Your Wings                                 | News Of The World    | |
| Staying Power                                     | Hot Space            | |
| Stealin'                                          | The Miracle          | |
| Stone Cold Crazy                                  | Sheer Heart Attack   | |
| Sweet Lady                                        | A Night At The Opera | |
| Tear It Up                                        | The Works            | |
| Tenement Funster                                  | Sheer Heart Attack   | |
| Teo Torriatte (Let Us Cling Together)             | A Day At The Races   | |
| Thank God It's Christmas                          | The Works            | |
| The Fairy Feller's Master-Stroke                  | Queen II             | |
| The Hero                                          | Flash Gordon         | |
| The Hitman                                        | Innuendo             | |
| The Invisible Man                                 | The Miracle          | |
| The Kiss (Aura Resurrects Flash)                  | Flash Gordon         | |
| The Loser In The End                              | Queen II             | |
| The March Of The Black Queen                      | Queen II             | |
| The Millionaire Waltz                             | A Day At The Races   | |
| The Miracle                                       | The Miracle          | |
| The Night Comes Down                              | Queen                | |
| The Prophet's Song                                | A Night At The Opera | |
| The Ring (Hypnotic Seduction Of Dale)             | Flash Gordon         | |
| The Show Must Go On                               | Innuendo             | |
| The Wedding March                                 | Flash Gordon         | |
| These Are the Days of Our Lives                   | Innuendo             | |
| Tie Your Mother Down                              | A Day At The Races   | |
| Too Much Love Will Kill You                       | Made In Heaven       | Oorspronkelijk van May's soloalbum Back to the Light, de versie van Queen is met zang van Mercury                    |
| Under Pressure                                    | Hot Space            | met David Bowie |
| Untitled                                          | Made In Heaven       | |
| Vultan's Theme (Attack Of The Hawk Men)           | Flash Gordon         | |
| Was It All Worth It                               | The Miracle          | |
| We Are the Champions                              | News Of The World    | Gespeeld op Live Aid                                                                                                 |
| We Will Rock You                                  | News Of The World    | Gespeeld op Live Aid                                                                                                 |
| White Man                                         | A Day At The Races   | |
| White Queen (As It Began)                         | Queen II             | |
| Who Needs You                                     | News Of The World    | |
| Who Wants to Live Forever                         | A Kind Of Magic      | |
| Yeah                                              | Made In Heaven       | |
| You And I                                         | A Day At The Races   | |
| You Don't Fool Me                                 | Made In Heaven       | |
| You Take My Breath Away                           | A Day At The Races   | |
| You're My Best Friend                             | A Night At The Opera | |

1. ↑  Queen-film: turbulente band, geschiedenis en nu ook turbulente recensies. nos.nl (31 oktober 2018). Gearchiveerd op 19 januari 2023. Geraadpleegd op 19 januari 2023.
2. ↑  (en) Songfacts, Mother Love by Queen - Songfacts. www.songfacts.com. Geraadpleegd op 20 januari 2023.